# Glypta latigaster
Glypta latigaster là một loài tò vò trong họ Ichneumonidae.